# 柳原 (長野市)
柳原（やなぎはら）は、長野県長野市北東部にある地域。
1. 【狭義】大字柳原の範囲。
2. 【広義】1. に、大字村山・大字小島を加えた範囲。1889年（明治22年）4月時点の上水内郡柳原村域に相当する、長野市役所柳原支所管内の区域。本項で解説

本項では、かつて概ね同地域に所在した上水内郡柳原村（やなぎはらむら）についても述べる。
「柳原」の名前は区域の中で最も古来から使われている庄名に由来するという。「柳原」は荘園名として確かな資料はないが、荘号として使われていた。最初に登場するのは、1606年（慶長11年）水内郡荒瀬原・舟竹村（現・信濃町古間）の名寄帳である。明治初めの『町村誌』には善光寺平とその周辺の村々の由来を、「古くは柳原庄に属し云々」としている部分がある。「柳原」は、江戸時代広く使われていた荘号である。それに加え、この地は低湿地帯で柳の木が多いことから重ね合わせて命名したのではないか、という説がある。

## 人口
地域内の人口は、2,887世帯 6,715人（令和5年3月1日現在）。
以下の1889年～1995年は『長野市誌 第8巻』に、2000年～は住民基本台帳の1月1日のデータに基づく。
明治初めから第二次大戦前まではわずかにしか増えていない。戦後は、疎開者や引揚者の定住や子供を分家に出すことで増加してきた。1959年（昭和34年）2月、柳原駅前の水田地に市営住宅が建設され、国道の開通にともない交通の便のよさと、排水機場の設置によって水害の被害が少なくなったことから、1965年頃から住宅地として注目されるようになった。1974年には国道沿いに柳原県営住宅、続いて雇用促進住宅などの高層住宅が建設された。柳原小学校は児童数が増えて校舎が狭くなり、1977年4月1日、中俣から小島へ新築移転した。
人口は2000年頃をピークに、近年は徐々に減少している。
- 1889年　1573人
- 1900年　1811人
- 1910年　1872人
- 1915年　2161人
- 1920年　1733人
- 1925年　1836人
- 1930年　1833人
- 1935年　1864人
- 1940年　1914人
- 1947年　2322人
- 1950年　2368人
- 1955年　2343人
- 1960年　2334人
- 1965年　2409人
- 1970年　3027人
- 1975年　4040人
- 1980年　5959人
- 1985年　6658人
- 1990年　6677人
- 1995年　7380人
- 2000年　7483人
- 2005年　7332人
- 2010年　7195人
- 2015年　7205人
- 2020年　6786人

## 地理
千曲川を隔てて須坂市と接する、長野市東端の地域である。地域中央部で国道18号・国道406号が分岐し、また長電バス長野営業所が置かれバス路線が集まる交通の要衝であり、県内でも有数の渋滞ポイントとなっている。
地域中央部にある長野電鉄柳原駅を中心に区画整理された住宅地が広がっているが、外縁部においては農地が多く占める。柳原の地名は、川端で柳の多い土地であったことに由来する。

### 河川
- 千曲川

## 歴史
旧柳原村の歴史
- 江戸時代 - 前身の水内郡村山村・布野村・中俣村・小島村は松代藩領であった[5]。
- 1870年（明治6年）7月 - 小島村・中俣村・布野村・里村山村の4ヶ村組合立の巡回学校（長野市立柳原小学校の前身）が開校。
- 1876年（明治9年）5月30日 - 水内郡布野村・中俣村が合併して柳原村となる。
- 1879年（明治12年）1月4日 - 郡区町村編制法の施行により、各村が上水内郡の所属となる。
- 1889年（明治22年）4月1日 - 町村制の施行により、上水内郡村山村・柳原村・小島村の区域をもって柳原村が発足。
- 1926年（大正15年）6月28日 - 長野電気鉄道線（現 長野電鉄長野線）が開通。柳原村中俣（現 大字柳原）に柳原駅が開業する。
- 1954年（昭和29年）4月1日 - 柳原村が長野市に編入。同日柳原村廃止。旧村山村域は大字村山、旧柳原村域は大字柳原、旧小島村域は大字小島となる。

長野市柳原の歴史

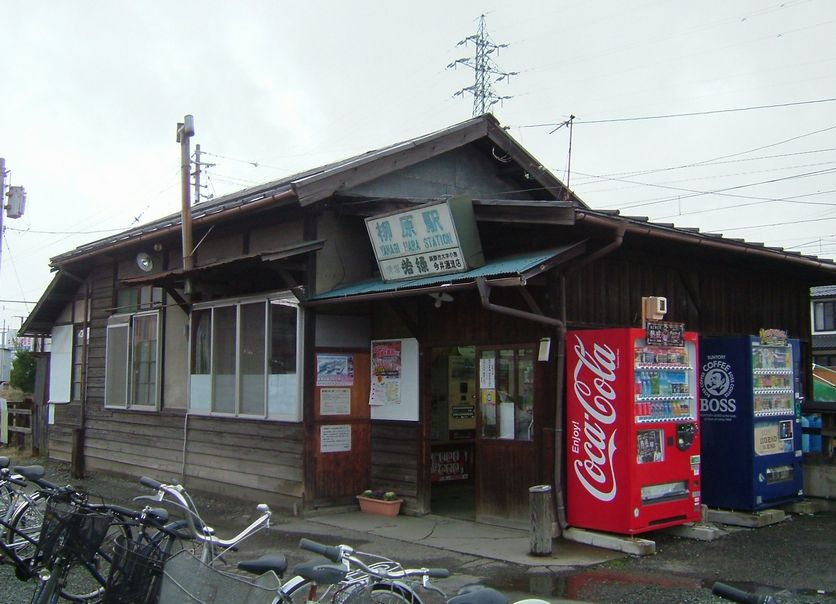
大正15年開業の柳原駅（旧駅舎）

- 1958年（昭和33年）11月9日 - 大字柳原に、長野市消防局中央消防署柳原分署（現 鶴賀消防署柳原分署）が開署。
- 1966年（昭和41年）9月 - 国道18号長野バイパスが開通。地域の中央部を貫く。
- 1983年（昭和58年）9月1日 - 長野電鉄長野バス営業所（現 長電バス本社・長野営業所）が東和田から大字村山に移転。
- 2010年（平成22年）3月23日 - 長野市役所柳原支所が、大字柳原から大字小島に移転。柳原総合市民センターとして、長野市東部文化ホールなどを併設する。

## 大字

### 小島
小島（こじま）は、柳原地域西部の地区（大字）。郵便番号は381-0017。
地区中央部を長野電鉄長野線が、地区南部を長野県道374号北長野停車場中俣線が東西に走り、地区南端を国道18号がかすめる。
周囲は以下の大字と接する。
地区南部の長野電鉄長野線と国道18号との間、および地区北東部の柳原支所・柳原小学校付近は住宅地となっているが、残る地区北西部は大半が農地となっている。
地区内の人口は、997世帯 2,357人（令和5年3月1日現在）。

#### 交通
鉄道
地区内に駅はないが、地区東部では長野電鉄柳原駅、地区西部では長野電鉄附属中学前駅が利用できる。
路線バス

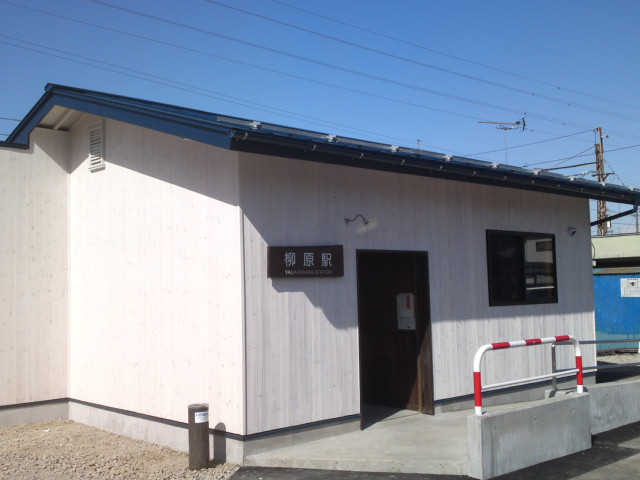
長野電鉄柳原駅

国道18号を走る、長電バスの以下の路線が利用できる。
- 長電バス
  - 51 長野駅 - 平林 - 市民病院 - 柳原

#### 施設
- 長野市柳原総合市民センター
  - 長野市役所柳原支所
  - 長野市東部文化ホール
  - 長野市営柳原体育館
- 長野市立柳原小学校
- 竹村製作所 本社
- 長野銀行 柳原支店
- 水内坐一元神社
- ベイシア 長野東店（長野県長野市大字小島188）2021年4月4日（日）18時の営業を持って閉店

### 村山
村山（むらやま）は、柳原地域北東部の地区（大字）。郵便番号は381-0011。
地区東端を千曲川が流れ、須坂市との境を為している。地区南部を長野電鉄長野線・国道406号（村山橋）が東西に走り、地区西端を国道18号（アップルライン）、地区東端を長野県道368号村山豊野停車場線が南北に走る。
周囲は以下の大字と接する。
千曲川を隔てて対岸の須坂市側にも村山地区があるが、これは千曲川洪水の際に村山村の中央に流路が移り、2村に分かれたものである。江戸時代中期には当地区を里村山村、対岸の現須坂市村山を山村山村と呼び区別した。なお、長野電鉄村山駅は須坂市側にある。
国道18号沿いに若干の店舗や工場などが、県道368号に並行する旧北国街道松代道沿いに古くからの集落があるほかは、ほとんど農地などで占められる。
地区内の人口は、183世帯 478人（令和5年3月1日現在）。

#### 交通
鉄道
地区内に駅はないが、地区南部では長野電鉄柳原駅が利用できる。
路線バス
地区中央部に長電バス本社・長野営業所があり、以下の路線が利用できる。
- 長電バス
  - 63 長野駅 - 宇木 - 三才駅 - 市民病院 - 柳原
  - 161 浅川西条 - 三才駅 - 市民病院 - 柳原（出入庫系統）
  - 64 長野駅 - 檀田 - 三才駅 - 市民病院 - 柳原
  - 51 長野駅 - 平林 - 市民病院 - 柳原
  - 高速バス 長野 - 池袋

#### 施設
- 長電バス 本社
  - 長野営業所
- 竹風堂 アップルライン店
- 村山神社 (長野市)

### 柳原
柳原（やなぎはら）は、柳原地域中央部の地区（大字）。郵便番号は381-0012。
地区の南東端を千曲川が流れ、須坂市との境を為している。南東部が大きく南方（屋島方面）に突き出しているが、これは千曲川河川敷の部分である。地区中央部を長野電鉄長野線・国道18号・国道406号が東西に走る。
周囲は以下の大字と接する。

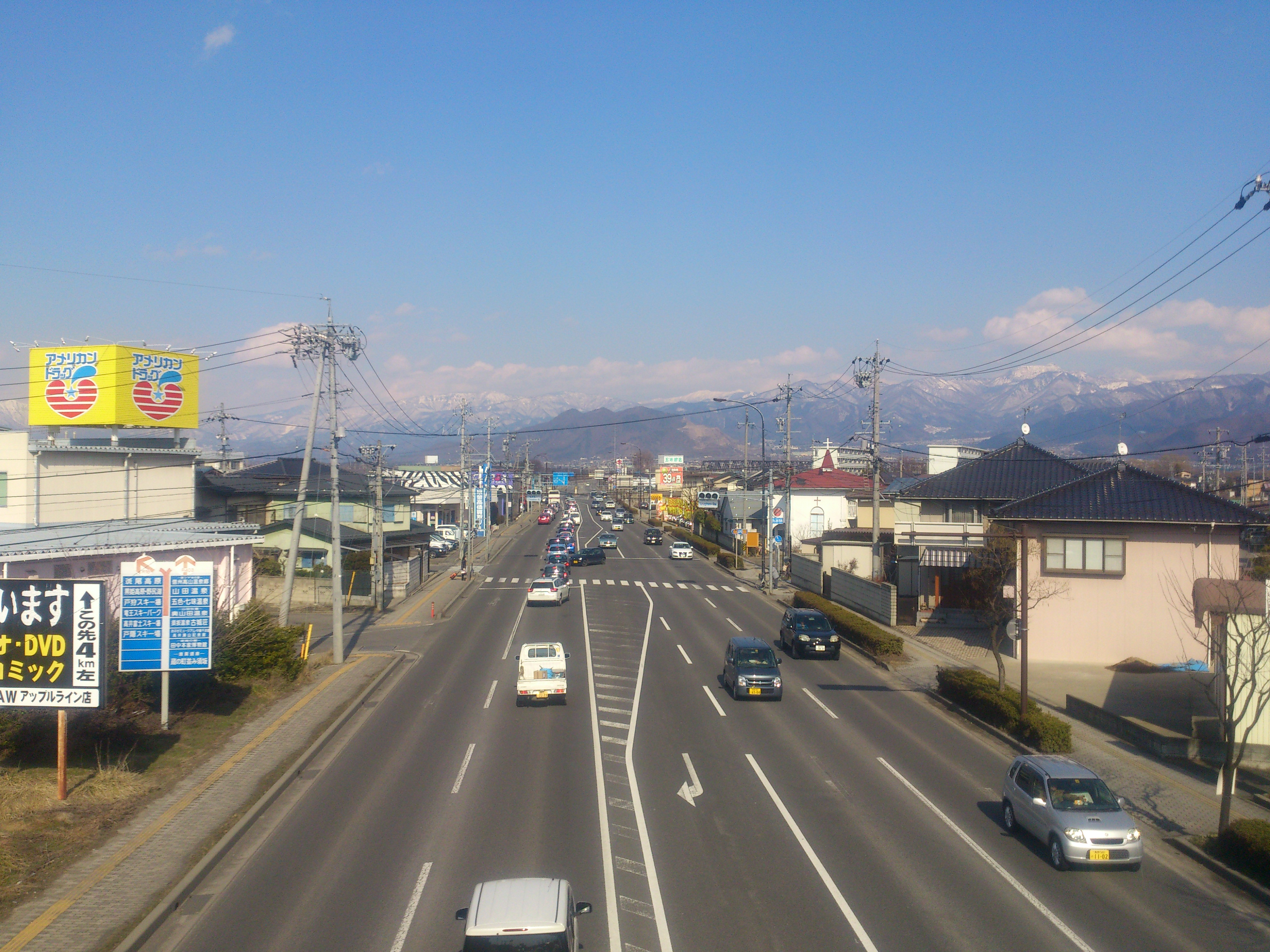
地区を南北に分ける国道18号

概ね国道18号を境に、大きく北部の中俣区と南部の布野区に分けられる。
中俣区の南部には長野電鉄柳原駅があり、駅を中心に区画整理が為された住宅地が広がっている。北部には工場や倉庫などが集まっている。
布野区は北部に集落があり、南部はほぼ農地で占められている。区南部の千曲川には旧北国街道東脇往還（松代道）の「布野の渡し」があり、対岸の福島宿（現 須坂市）と結ばれていた。
地区内の人口は以下の通り（令和5年3月1日現在）。
|          | 世帯数    | 人口    |
| -------- | --------- | ------- |
| 中俣     | 1030世帯  | 2,352人 |
| 布野     | 438世帯   | 1,138人 |
| 柳原団地 | 239世帯   | 390人   |
|          |           |         |
| 計       | 1,707世帯 | 3,880人 |

#### 交通
鉄道
- 長野電鉄
  - ■長野線：柳原駅

路線バス
国道18号を走る、長電バスの以下の路線が利用できる。
- 長電バス
  - 51 長野駅 - 平林 - 市民病院 - 柳原

#### 施設

##### 中俣
- 長野電鉄 柳原駅
- ながでんウェルネス ながでんハートネット柳原・柳原あやめの里
- 長野信用金庫 柳原支店
- アメリカンドラッグ 柳原店
- 太田屋 やすらぎ館長野柳原店
- 羽生田鉄工所
- 長野市消防局鶴賀消防署 柳原分署
- 北信米油 本社
- ほおずき書籍 本社
- 中俣城跡
- 中俣神社
- 神武天皇遥拝所

##### 布野
- ホクト 柳原きのこセンター
- 長野県営住宅柳原団地
- 古野神社